# Közművelődési Könyvek
A Közművelődési Könyvek egy magyar nyelvű szépirodalmi könyvsorozat az 1930-as évekből. A Révai Irodalmi Intézet kiadásban Budapesten megjelent kötetek többek közt a következők voltak:
- Francois Mauriac: Sorsok
- Felix Salten: Bambi
- Berend Miklósné: Istenek és ösztönök - A lélek és a vér regénye
- Kiszely Gyula: Csereházasság
- André Maurois: Két asszony között
- Ilja Ehrenburg: Moszkvai sikátor
- Gustav Meyrink: A nyugati ablak angyala
- Normand: Nők a gályán
- Gelléri Andor Endre: A nagymosoda
- Andai Ernő: Tengertánc
- Molnár Ákos: Végre egy jó házasság
- Kovácsné Török Hermin: Varjutanya I.
- Kovácsné Török Hermin: Varjutanya II.
- Joseph Conrad: Öregek és fiatalok
- Henrik Pontoppidan: Thora van Deken
- Hugh Walpole: Harmer John pünkösdi királysága
- Pierre Benoit: Erromango
- Jókai Mór: A mi lengyelünk
- Anatole France: Ludláb királyné; Bonnard Sylvester vétke (két regény egy kötetben)
- Mikszáth Kálmán: Nemzetes uraimék (Mácsik a nagyerejű)
- Ambrus Zoltán: Nagyvárosi képek